# 瑞亚盖
瑞亚盖（法語：Juillaguet，法語發音：[ʒɥijaɡɛ]）是法国夏朗德省的一个旧市镇，属于昂古莱姆区。2016年，瑞亚盖与临近的2个市镇合并为新市镇布瓦内拉蒂德。

## 地理
瑞亚盖（45°28'39"N, 0°12'46"E）面积7.27 平方千米，位于法国新阿基坦大区夏朗德省，该省份为法国西部内陆省份，北起德塞夫勒省和维埃纳省，东临上维埃纳省，东南至多尔多涅省，南至多爾多涅省，西接滨海夏朗德省。
与瑞亚盖接壤的市镇（或旧市镇、城区）包括：沙尔芒、富克布吕讷、马尼亚克拉瓦莱特-维拉尔、龙斯纳克、布瓦内拉蒂德。

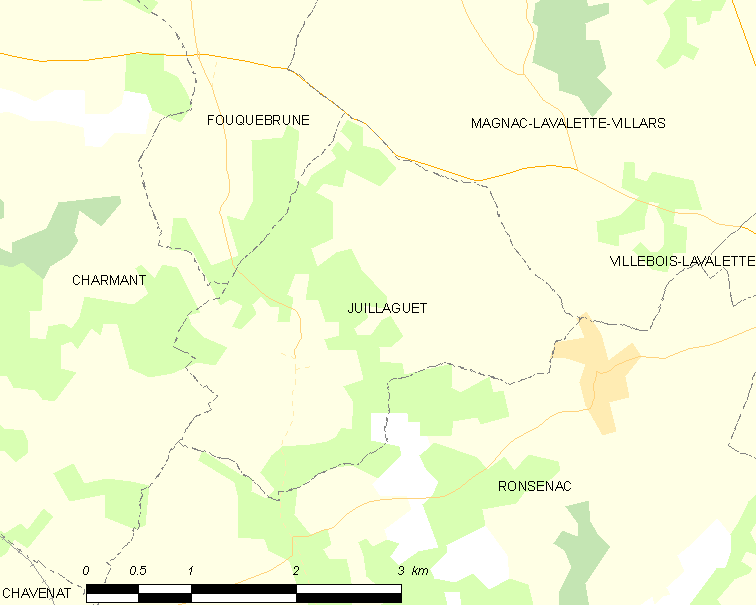
瑞亚盖的OSM定位图

瑞亚盖的时区为UTC+01:00、UTC+02:00（夏令时）。

## 行政
瑞亚盖的邮政编码为16320，INSEE市镇编码为16172。

## 政治
瑞亚盖所属的省级选区为蒂德-拉瓦莱特县。

## 人口

1962-2008年间瑞亚盖人口变化图示

瑞亚盖于2018年1月1日时的人口数量为154人。